# Erik Strandman
Erik Olof Agaton Strandman född 7 december 1882 i Lidköpings församling, Skaraborgs län, död 13 februari 1948 i Hemmesta, Värmdö församling, Stockholms län, var en svensk tecknare och målare.
Han var son till byggmästaren Olaus Strandman och Carolina Ahlqvist och från 1904 gift med Blenda Kristina Karlberg (1881–1965). Strandman studerade vid Althins målarskola och Wilhelmsons målarskola i Stockholm. Efter studierna var han verksam som tidningstecknare i bland annat Strix. Omkring 1910 reste han till USA där han under sju år var verksam som reportage- och porträttecknare. Han arbetade 1912 för Boston Herald och därefter fem år för Boston Sunday Post. I Amerika utförde han på lutherska kyrkan i Everett ett porträtt på pastor J.A. Broden. Han lämnade Boston 1917 och återvände till Sverige och blev en av dåtidens mest anlitade illustratörer för barn- och ungdomsböcker. Han var från 1931 under 12 år knuten till Svenska Dagbladet därefter medverkade han mest i veckopressen och Stockholms-Tidningens barnsida. Hans tryckta teckningar med gubbar, prinsessor och troll uppgick till ett tusental. Som illustratör illustrerade han bland annat Jullasset  1921–1933, Dan Byströms De tios förbund  1926 och Karin Medén-Addes Adde, Vildkatten  1946. Han skapade seriefigurerna Caesar å ju samt Humle och Mumle. Förutom illustrationer består hans konst av landskapsskildringar, porträtt och blomsterstilleben. Strandman är representerad vid bland annat Nationalmuseum, Stockholm i Stockholm. Makarna Strandman är gravsatta på Värmdö kyrkogård.